# Квінт Фурій
Квінт Фурій Пакул (? — 440 рік до н. е.) — політичний діяч Стародавнього Риму, великий понтифік з 449 до 440 року до н. е.

## Життєпис
Був членом впливового патриціанського роду Фурієв. Про молоді роки Квінта Фурія та родини нічого невідомо. Втім він мав неабиякий авторитет, за що був обраний великим понтифіком.
Він виступив посередником між плебеями та патриціями. Під його головуванням було досягнуто згоди про обрання перших народних трибунів, вибори яких були проведені при підтримці самого Квінта Фурія. Про подальшу його долю нічого невідомо.